# Lemnia
Lemnia es una comuna ubicada en el distrito de Covasna, Rumania.

## Superficie
Posee una superficie de 102,7 kilómetros cuadrados.

## Demografía
Hasta 2021 la población era de 1708 habitantes, con una densidad de población de 16,62 habitantes por kilómetro cuadrado.